# Almedinilla (kommunhuvudort)
Almedinilla är en kommunhuvudort i Spanien.   Den ligger i provinsen Province of Córdoba och regionen Andalusien, i den södra delen av landet, 300 km söder om huvudstaden Madrid. Almedinilla ligger 638 meter över havet och antalet invånare är 2 561.
Terrängen runt Almedinilla är kuperad. Runt Almedinilla är det ganska glesbefolkat, med 24 invånare per kvadratkilometer. Närmaste större samhälle är Priego de Córdoba, 9,2 km väster om Almedinilla. Trakten runt Almedinilla består till största delen av jordbruksmark.